# Hahnenkammsee (Spessart)
Der Hahnenkammsee, auch Steinbruchsee oder Hemsbachsee genannt, ist ein im Jahr 2008 entstandener See im Spessart bei Mömbris im Landkreis Aschaffenburg in Bayern.

## Geographie

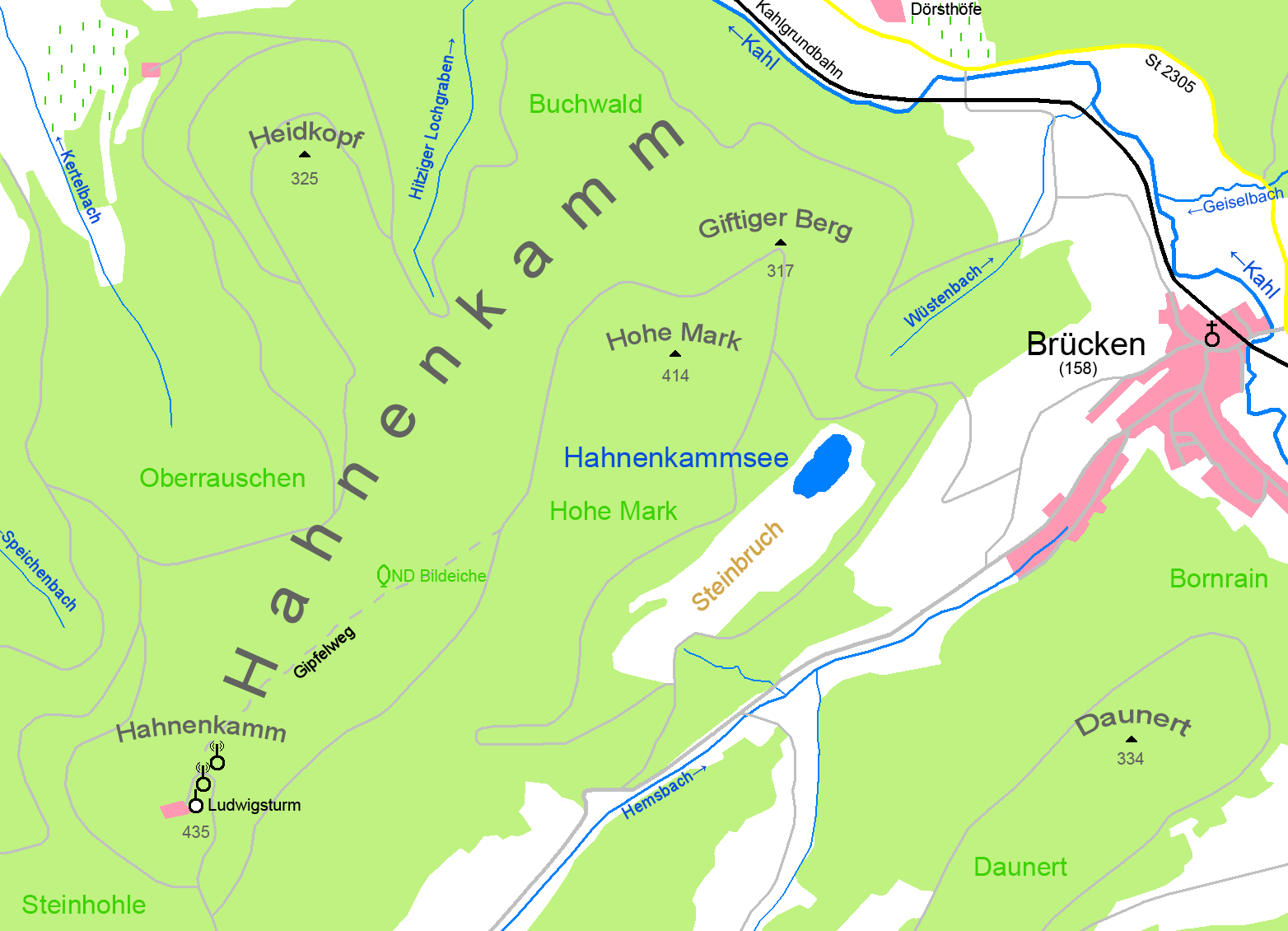
Der Hahnenkammsee (mittig) am Hahnenkamm

Der ungefähr einen Hektar große Hahnenkammsee liegt westlich des Ortes Brücken auf etwa 250 m ü. NHN an dem Hohe Mark genannten nördlichen Hahnenkammrücken. Der Bergsee überdeckt die Sohle des ehemaligen Steinbruches, der sich seit dem Jahr 2008 mit Regenwasser füllt. Das Betreten des Geländes ist seitdem verboten.

## Geschichte

### Steinbruch

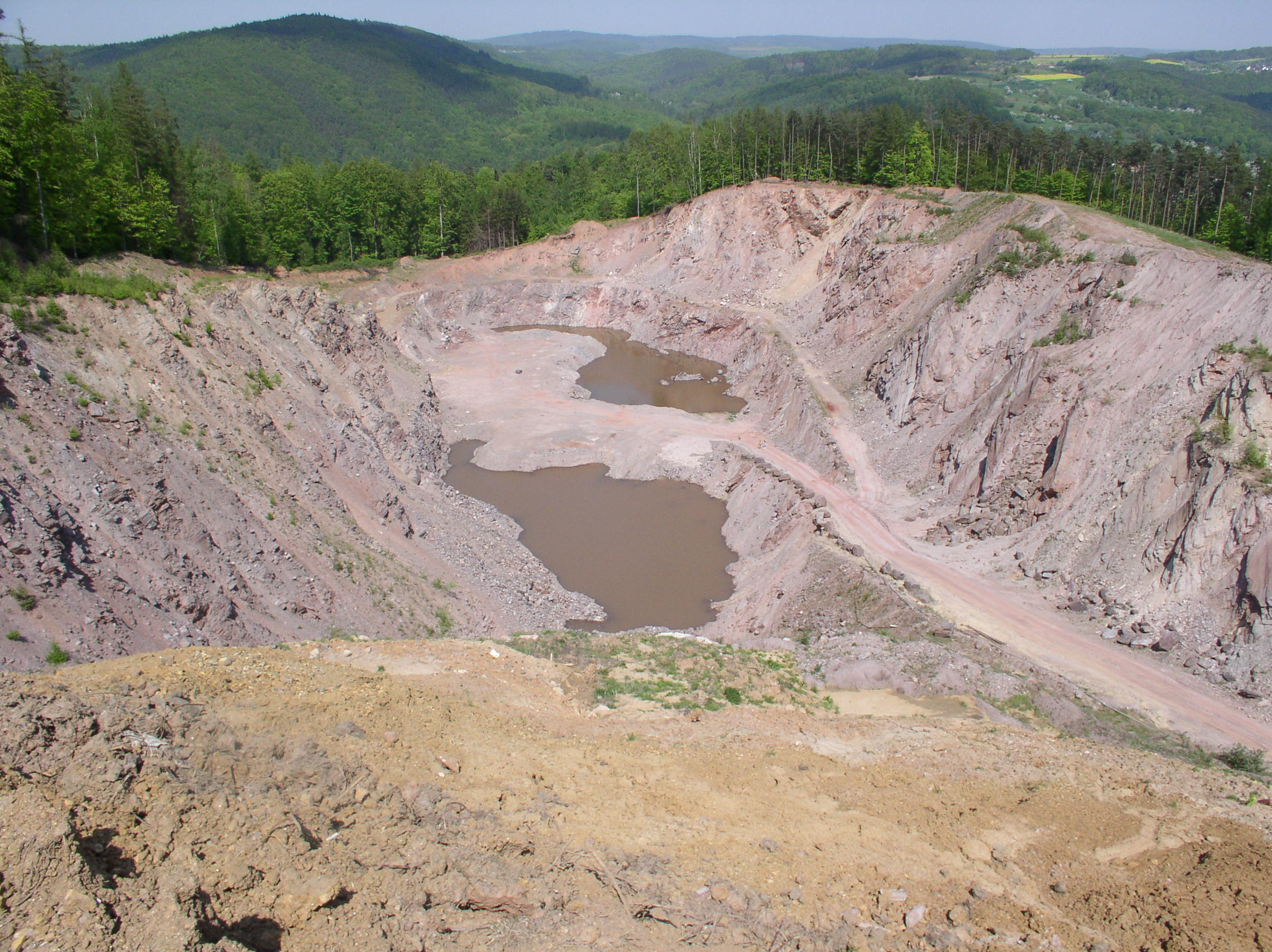
Der Steinbruch im Jahr 2006 (Blick nach Nordosten)

In den 1970er Jahren wurde am südöstlichen Hang der Hohen Mark zur Gewinnung von Straßenschotter und Wegebaumaterial von der Mitteldeutschen Hartstein-Industrie ein Quarzit-Steinbruch  eingerichtet und später nach Nordosten erweitert. Abgebaut wurden Glimmerschiefer und Quarzitschiefer der Geiselbach-Formation. Dabei fand man auch Mineralien wie etwa Granatporphyroblasten.
Die ursprüngliche Erschließungsstraße über die das gewonnene Gestein abtransportiert wurde, führte nach Süden zu einem Wendeplatz und weiter durch die Ortschaft Brücken. Nachdem durch den Schwerlastverkehr Risse an Gebäuden des Ortes entstanden, gründete sich im Jahre 1985 die erste Initiative; in der Folge wurde eine zweite asphaltierte Straße gebaut, über die das Material an Brücken vorbei nach Norden hin abtransportiert werden konnte.
Nachdem der Schotter immer minderwertiger wurde, stellte der Betreiber im Jahr 2003 den regelmäßigen Abbau ein. Seit 2005 wurde nur noch unregelmäßig gebrochen, seit 2007 gar nicht mehr. Nach dem Rückbau der Silos, Förderbänder und Brecher wurden die Pumpen abgeschaltet und die unterste Sohle des nördlichen Steinbruchteils füllte sich mit Regenwasser. Der Hahnenkammsee entstand.

### Hahnenkammsee

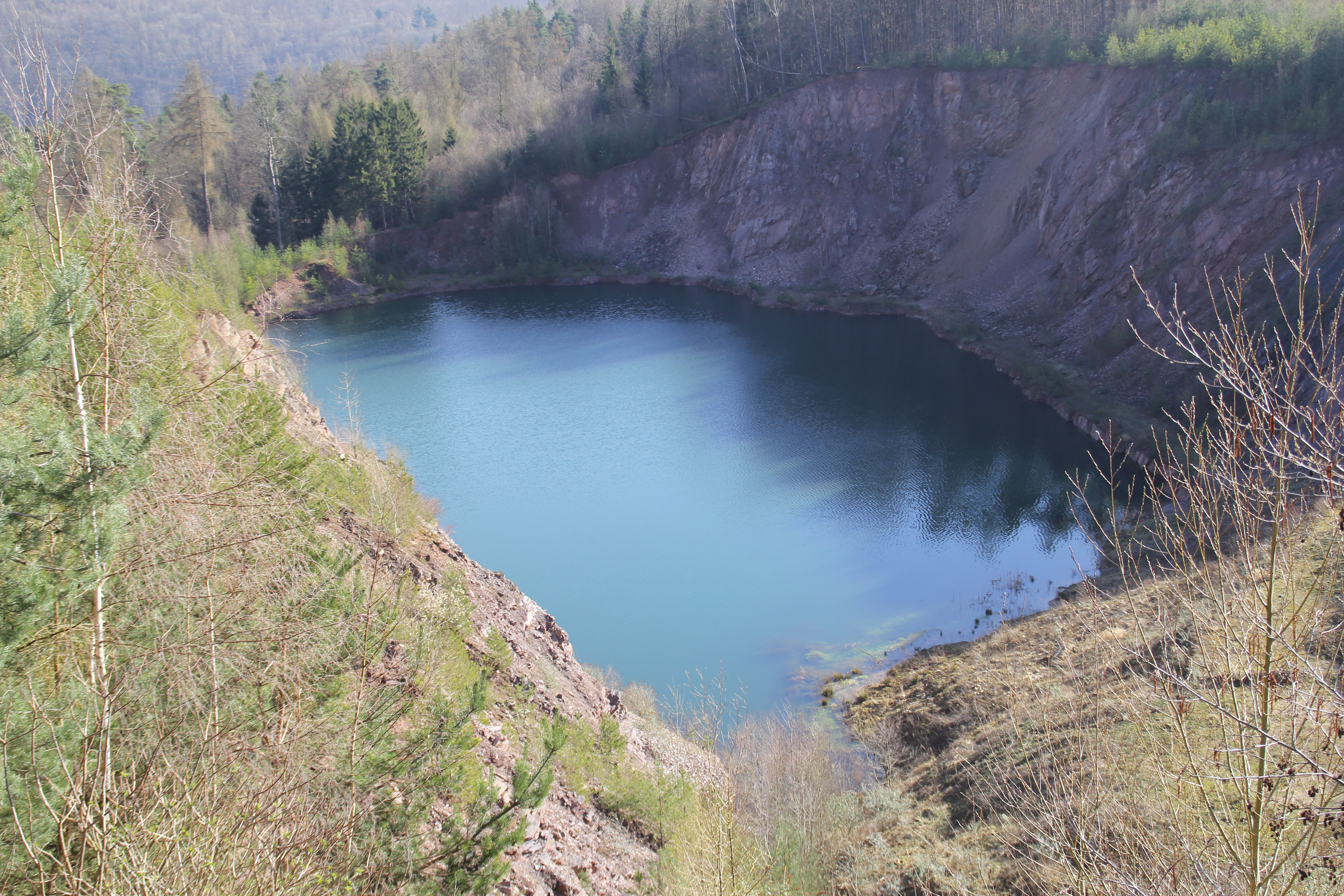
Der Hahnenkammsee von Südwesten gesehen

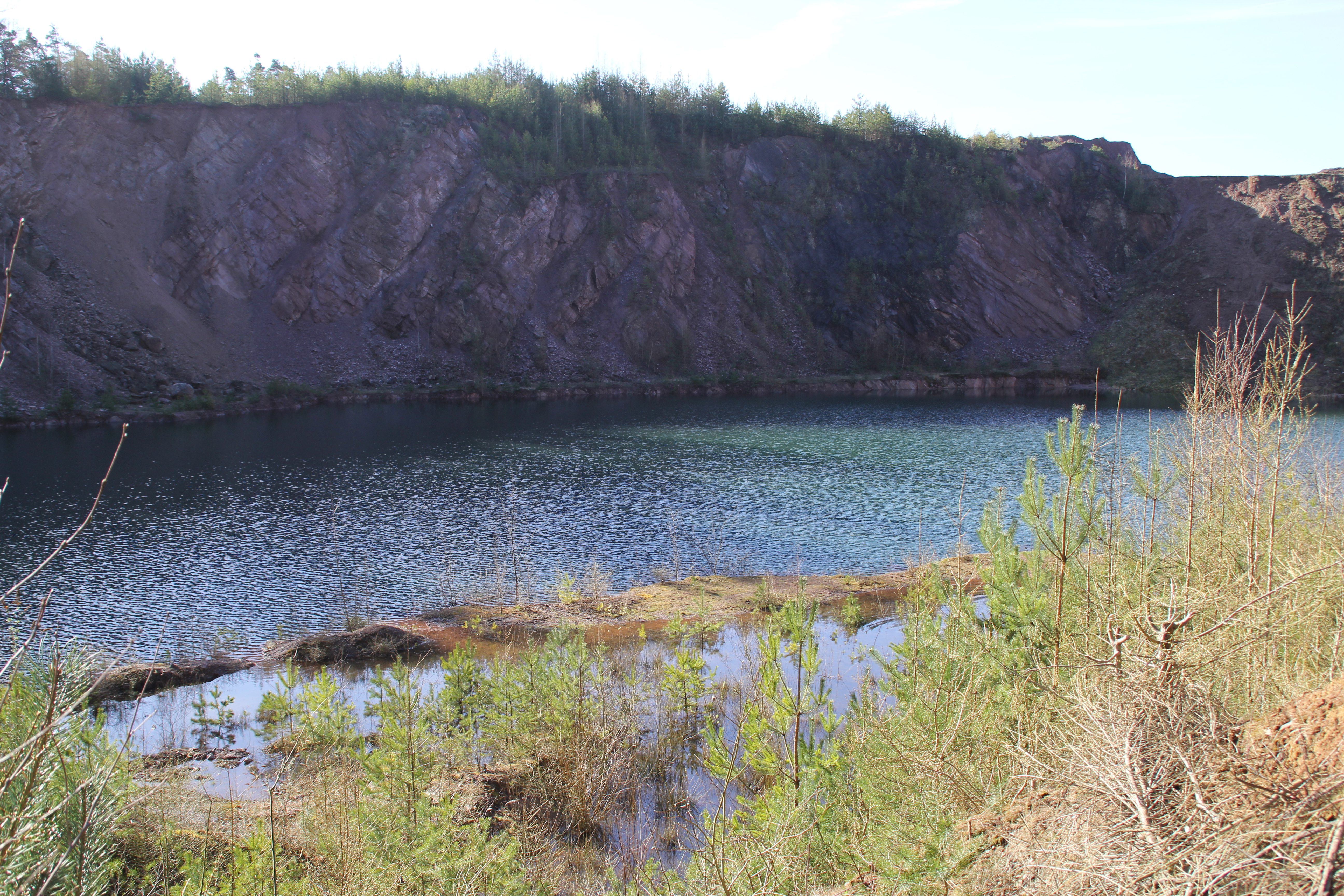
Der Hahnenkammsee von Nordwesten

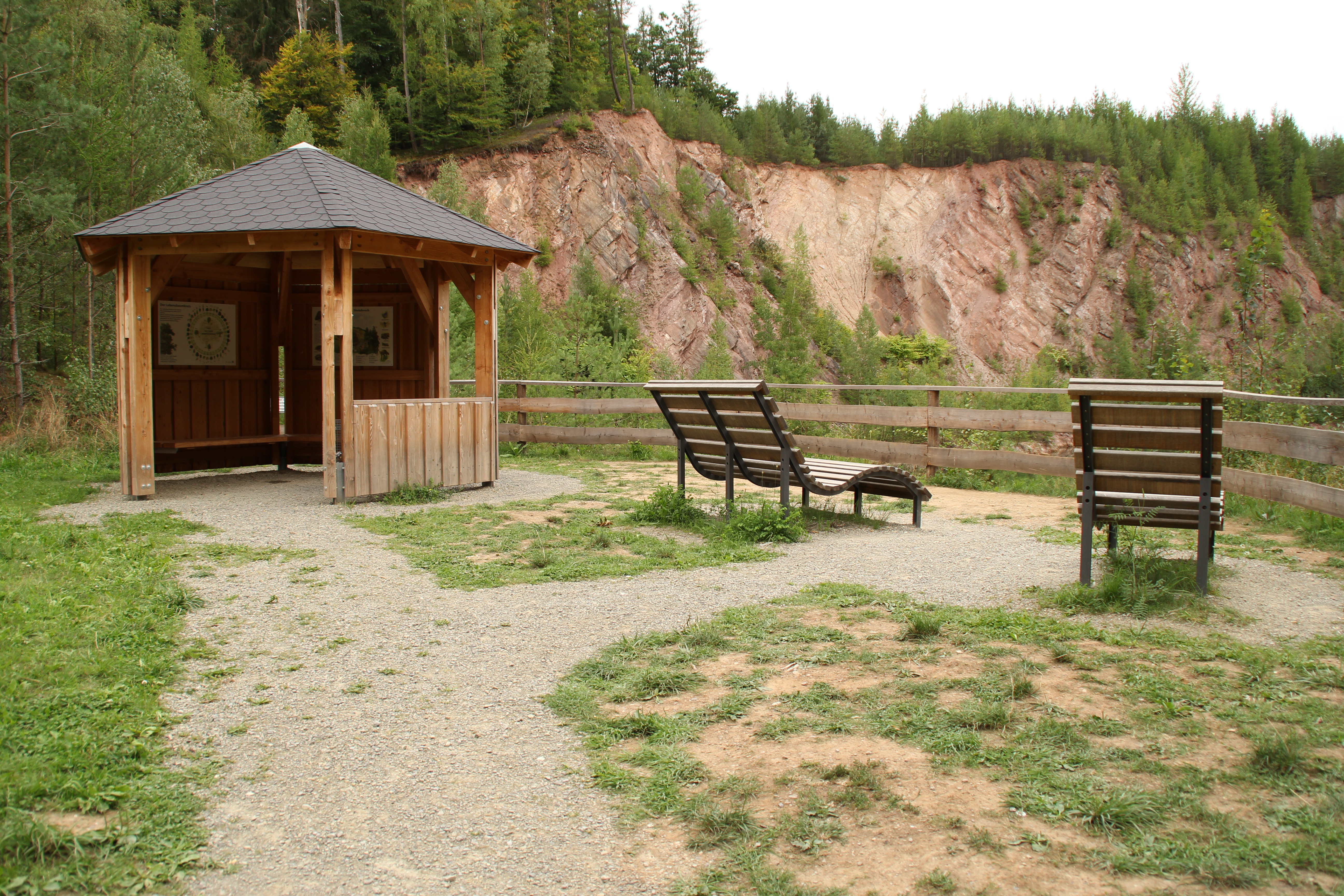
Die im Sommer 2019 errichtete Aussichtsplattform

Der Gemeinderat des Marktes Mömbris beschloss im Jahr 2011, den Hahnenkammsee komplett mit Erdaushub zu verfüllen und dabei einen Teil des Geländes als Geotop zu erhalten. Nachdem die Verfüllung bereits begonnen hatte, setzte man im Jahr 2012 eine kommunale Abstimmung an, bei der die Bürger der Gemeinde sich für oder gegen den Erhalt des Sees entscheiden konnten. Die Mehrheit stimmte für den Fortbestand des Hahnenkammsees. Wegen der bereits begonnenen Verfüllung im südwestlichen Teil des Sees drang mit Wasser gesättigte Tonerde in das Kluftsystem am Grund des Sees ein. Seitdem kann das in den See gelangende Regenwasser nicht mehr versickern. Deshalb wird der Seespiegel weiter ansteigen, bis er die niedrigste Stelle des Steinbruchrandes erreicht, von wo das überlaufende Wasser dann nordöstlich über den Wüstenbach zur Kahl fließen wird.
Im Sommer 2019 wurde am nördlichen Rand des Hahnenkammsees eine Aussichtsplattform mit Schutzhütte und hölzernen Liegen errichtet.

## Fauna
Seit 2009 sind die Felswände am Hahnenkammsee Brutstätte für ein Uhupärchen. Einige Amphibienarten laichen in den sumpfartigen Bereichen des Bergsees.

## Sonstiges
- Die Wasserwacht des Bayerischen Roten Kreuzes führte im Hahnenkammsee eine Notfallübung durch.[4]